# 嘉吉の乱
嘉吉の乱（かきつのらん）、または嘉吉の変（かきつのへん）は、室町時代の嘉吉元年（1441年）に播磨・備前・美作の守護・赤松満祐が、室町幕府の第6代将軍・足利義教を自邸で殺害し、領国の播磨で幕府方討伐軍に敗れて討たれるまでの一連の騒乱である。
軍記物語『嘉吉記』には、嘉吉の乱から後の神器奪還までの赤松氏の事情が記されている。

## 前史

### 赤松氏の隆盛
赤松氏は播磨の地頭であったが、鎌倉時代末期に赤松則村（円心）は後醍醐天皇の檄に応じて挙兵、鎌倉幕府打倒に大きく尽力し、その功績により守護に任じられた。しかし、建武の新政における恩賞への不満から、南北朝時代の争乱では、初代将軍・足利尊氏に与して室町幕府創設の功臣となり、播磨の他に備前、美作を守護として領し、幕府の四職の1つとなっていた家柄である。
応永34年（1427年）、満祐が赤松氏の家督を相続した時、元将軍（4代将軍）・足利義持は播磨を取り上げて寵臣である赤松持貞（満祐の又従兄弟でもあった）に与えようとし、満祐が京の屋敷を焼いて領国に引き上げる事件が起こった。義持は激怒して満祐を討とうとするが、幕府の重臣達はこれに反対した。そのうち、持貞は将軍側室との密通が露見したとして処刑されてしまい、満祐は赦免され、3ヶ国の守護職を相続している。

### 万人恐怖

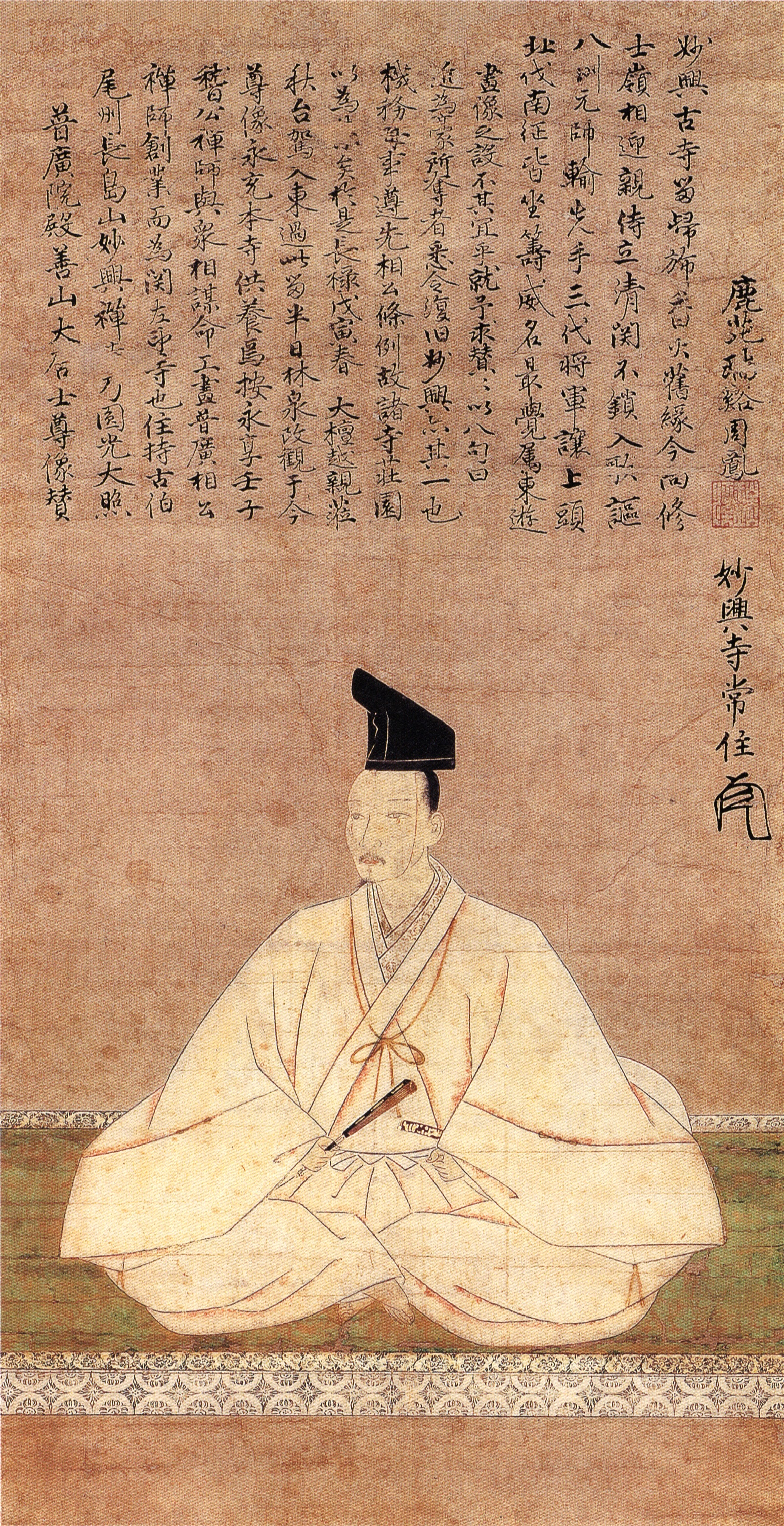
足利義教

応永35年（1428年）、義持は後継者を定めないまま死去した（嫡男の5代将軍・義量は早世していた）。宿老による合議の結果、出家していた義持の4人の弟達の中から「籤引き」で後継者が選ばれることになった。その結果、天台座主の義円が還俗して義宣と称し（後に義教と改名）、6代将軍に就任した。この経緯から義教は後世に「籤引き将軍」と呼ばれる。
当初は有力守護大名による衆議によって政治を行っていた義教だが、長老格の畠山満家、三宝院満済、山名時熙の死後、次第に指導力を発揮するようになった。
義教は将軍の権力強化を狙って、斯波氏、畠山氏、山名氏、京極氏、富樫氏らの家督相続に強引に介入し、意中の者を家督に据えさせた。永享11年（1439年）の永享の乱では、長年対立していた鎌倉公方・足利持氏を滅ぼした。比叡山延暦寺とも対立し、最終的にこれを屈服させたものの、僧侶達が根本中堂を焼き払って自殺する騒ぎとなった。
足利将軍の中では父の3代将軍・足利義満に比肩しうる権力を振るった義教だが、猜疑心にかられて過度に独裁的になり、粛清の刃は武家だけでなく公家にも向けられた。当時の公家の日記には、些細なことで罰せられ、所領を没収された多くの者達の名が書き連ねられている。中には遠島にされたり、命を奪われた者もいた。
また元中9年/明徳3年（1392年）の南北朝合一以来、細々と存続を続けてきた後醍醐流宮家（後南朝）に対し、これを「根絶やし」にするという方針を打ち出したのも義教である。それを明確に裏付ける史料が存在する。伏見宮貞成親王の日記『看聞御記』の永享6年（1434年）8月20日条として「およそ南方御一流、今においては断絶さるべし云々（凡南方御一流。於干今可被断絶云々）」。この年2月には小倉宮家の当主（法名は聖承であることが知られているものの、出家前の俗名は不明。）が出家、8月には護聖院宮家の2人の王子（金蔵主と通蔵主）が喝食となり、護聖院宮家は絶家となっている。
伏見宮貞成親王はこうした義教の統治期を「薄氷を踏むの時節（踏薄氷時節）」（『看聞御記』永享3年3月24日条）と表現し、比叡山炎上の噂話を禁じた際の記述「万人恐怖」（『看聞御記』永享7年2月8日条）は義教の統治期を物語る象徴的フレーズとなっている。

### 満祐の隠居
この頃、幕府の最長老格となっていた赤松満祐は義教に疎まれる様になっており、永享9年（1437年）には播磨、美作の所領を没収されるとの噂が流れている。義教は赤松氏庶流の赤松貞村（持貞の甥）を寵愛し、永享12年（1440年）3月に摂津の赤松義雅（満祐の弟）の所領を没収して貞村に与えてしまった。
このため、5月頃から満祐は病気と称して、幕府に出仕しなくなった。 同じ頃、大和出陣中の守護・一色義貫と土岐持頼が義教の命により誅殺された（大和永享の乱）。満祐は出仕しなくなったため、9月22日に侍所別当の職を罷免させられた。
義教と満祐の不和に関しては、以下のような説がある。満祐は弟の中でも乱暴者で知られた則繁と特に仲が良く、満祐は常に則繁を伴って行動していた。かつて、則繁が細川邸で暴挙に及び、将軍の義持から切腹命令が出た際にも、満祐は弟をかばったとされる。そのため、満祐は義持・義教の2代にわたって信頼されず、むしろ温和で有能な庶流家が厚遇されたという。

## 乱の経過

### 将軍の殺害まで
嘉吉元年（1441年）4月、持氏の遺児の春王丸と安王丸を擁して関東で挙兵し、1年以上にわたって籠城していた結城氏朝の結城城が陥落した（結城合戦）。捕えられた春王丸、安王丸兄弟は、護送途中の美濃垂井宿で斬首される。これより先の3月、出奔して大和で挙兵し、敗れて遠く日向へ逃れていた義教の弟の大覚寺義昭も島津忠国に殺害されており、義教の当面の敵はみな消えたことになった。
『蔭涼軒日録』によると、6月14日に、義教の肝いりの政策として行った、高さ四丈（約12m）の阿弥陀如来の大仏を安置する雲居寺の再建が完了したので、義教は視察のため雲居寺を訪れたとある。
6月18日、義教から家督介入の圧力を受けた富樫教家が逐電、弟の泰高が後を継いだ。23日には吉良持助が出奔している。
6月24日、満祐の嫡子・教康は、結城合戦の祝勝の宴として松囃子（赤松囃子・赤松氏伝統の演能）を献上したいと称し、西洞院二条にある邸へ義教を招いた。『嘉吉記』によると、「鴨の子沢山出来」と招いたという。
この宴に相伴した大名は管領・細川持之、畠山持永、山名持豊、一色教親、細川持常、大内持世、京極高数、山名熙貴、細川持春、赤松貞村で、義教の介入によって家督を相続した者たちであった。他に公家の正親町三条実雅（正親町三条公治の父、義教の正室正親町三条尹子の兄）らも随行している。
一同が猿楽を観賞していた時、にわかに馬が放たれ、奥の方から鈍く轟く音が聞こえた。義教は「何事ぞ」とつぶやき、傍らに座していた正親町三条実雅は「雷鳴でありましょう」と答えた。その直後、障子が開け放たれるや甲冑を着た武者数十人が宴の座敷に乱入し、義教を斬殺した。義教の首を刎ねたのは、安積行秀と伝えられる。
酒宴の席は血の海となり、居並ぶ守護大名・近習達の多くは即座に退出した。抵抗をしたのは、守護大名の大内持世、京極高数、近習の細川持春、山名熙貴、走衆の遠山某、公家の正親町三条実雅のみであったとされる。山名熙貴と京極高数は即死、大内持世も瀕死の重傷を負い、後日死去した。細川持春は片腕を斬り落とされ、正親町三条実雅は、献上された太刀をつかみ刃向うが、切られて卒倒している。庭先に控えていた将軍警護の走衆と赤松氏の武者とが斬り合いになり、塀によじ登って逃げようとする諸大名たちで屋敷は修羅場と化した。そして、赤松氏の家臣が、将軍を討つことが本願であり、他の者に危害を加える意思はない旨を告げたことで騒ぎは収まり、負傷者を運び出し、諸大名は退出した。
貞成親王は『看聞日記』において、「赤松討たるべき御企て露見の間、遮って討ち申す（赤松を討とうとして、露見して逆に討たれてしまったそうだ。）」「自業自得ノ果テ、無力ノ事カ。将軍此ノ如キ犬死ニハ古来ソノ例ヲ聞カザル事ナリ」と評している。

### 義教殺害後の対応

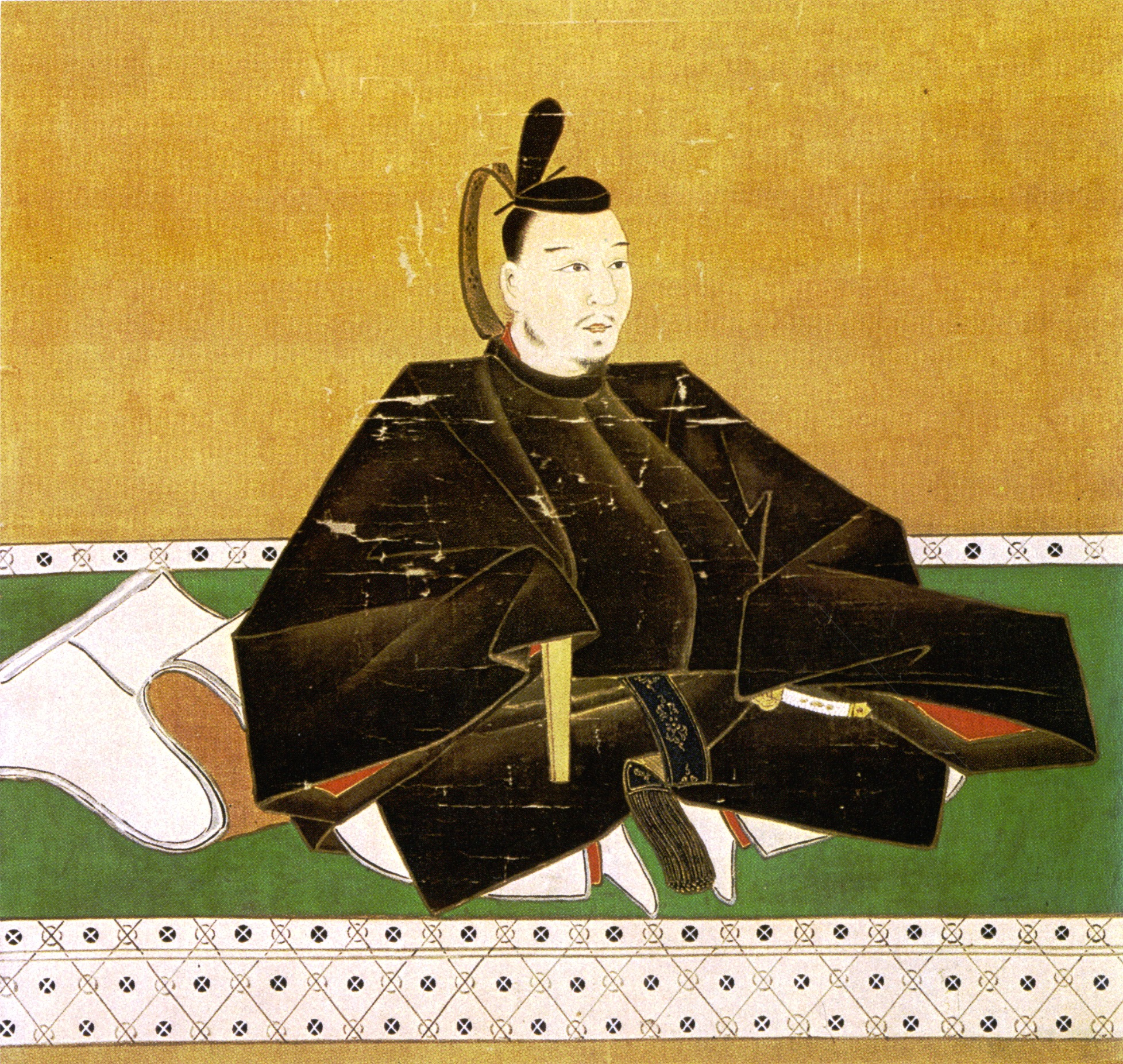
細川持之

義教の殺害後、管領・細川持之は直ちに朝廷に参内して、変事を奏上した。また、同日の夜には義教の男子11名の内、当時健在であった8名が嫡子とされていた千也茶丸（後の足利義勝）がいた政所執事・伊勢貞国の屋敷に集められた。彼らはそれぞれの乳父に預けられていたが、赤松氏が拉致して次期将軍として擁立することを警戒して、千也茶丸の乳父である貞国の許に集めて監視下に置いたのである。
だが、諸大名達は邸へ逃げ帰ると、門を閉じて引きこもってしまった。彼らは赤松氏がこれほどの一大事を引き起こした以上は、必ず同心する大名がいたに違いないと考え、形勢を見極めていた。貞成親王もまた、「諸大名」が関与していたのではないかと観測している。実際には、義教殺害は赤松氏による単独犯行であった。満祐ら赤松一族はすぐに幕府軍の討手が来ると予想して、屋敷で自害するつもりでいた。ところが、夜になっても幕府軍が押し寄せる様子はなかったため、領国に帰って抵抗することに決め、邸に火を放つと、将軍の首を槍先に掲げ、隊列を組んで京を退去した。これを妨害する大名は誰もいなかった。
翌25日、持之はようやく評定を開き、義教の嫡子・千也茶丸（足利義勝、以下義勝で統一）を次期将軍とすることを決定し、義教時代に失脚した人々の赦免を行っている。
26日、義勝を貞国の屋敷から室町殿へ移している。この際に義勝の弟6名も一緒に室町殿に移された（『建内記』、残り1名も別途移されたか）。
本拠地の播磨坂本城に帰った満祐は、足利直冬（足利尊氏の庶子、直義の養子）の孫の義尊を探し出して擁立し、大義名分を立てて領国の守りを固め、幕府に対抗しようとした。
7月1日、季瓊真蘂が坂本城を訪れて義教の首の返還を求め、満祐は首を返還した。真蘂が京都へ首を持ち帰り、6日に等持院で義教の葬儀が行われた。
持之は播磨への討伐軍派遣を計画したが、強権的な将軍が死去したことで諸大名らが混乱しており、討伐軍は容易に編成されなかった。そのため、等持院で行われた義教の葬儀は、持之のみが出席する体たらくであったという（『建内記』）。しかも、満祐から持之に挑戦状まで送られた。
将軍が殺された時に管領でありながら戦いもせず、真っ先に逃げ出そうとした持之の臆病ぶりは嘲笑され、持之が満祐と結託しているという噂まで流れたが、実際こうした幕府の対応の遅さに、赤松氏に有利になるよう事態を収拾しようとした持之の明確な意図を読み取る見方もある。

### 赤松氏の討伐

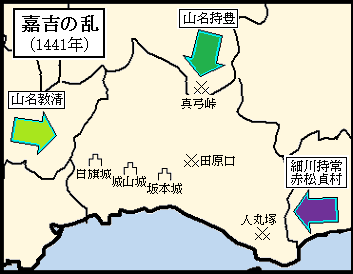

その後、細川持常、赤松貞村、赤松満政の大手軍が摂津から、山名持豊ら山名一族が但馬、伯耆から播磨、備前、美作へ侵攻する討伐軍が決定した。
7月11日、大手軍は発向したが、事実上の総大将であった侍所頭人・山名持豊はなかなか京を動かなかった。その間に持豊配下の兵士が「陣立」と称して洛中の土倉・質屋を襲撃して財物を強奪した。さらには管領・細川持之の軍兵からも押し買いを行うトラブルをおこし、数日たってようやく持豊が陳謝するという事件が起こっている。
7月初旬、山名教清（煕貴の養父）が伯耆から美作へ侵入した。同地の国人はほとんど抵抗せず、美作は山名勢に制圧された。
細川持常、赤松貞村らの大手軍は摂津国西宮まで進出し、25日に赤松教康は幕府軍に夜襲をしかけるが、同士討ちが起きて退却している（庫御所合戦）。大手軍は戦意が低く、但馬口の山名持豊が動かないため進軍を止めてしまった。
26日、持之は赤松討伐のための治罰綸旨を、朝廷に奏請した。だが、朝廷では義教の恐怖政治を終わらせた満祐に対する同情が強く、綸旨はなかなか出されなかった。そのため、持之は永享の乱における持氏討伐の綸旨の先例を出して、朝廷に綸旨を嘆願した。公家の中には満祐に同情する者や、赤松氏は将軍家の家臣であるから討つのに綸旨は必要ないと反対する議論もあったが、後花園天皇は積極的であり、自ら綸旨を添削してこれを認めた。
28日、持豊がようやく京を発し、但馬へ向かった。
8月1日、赤松討伐の綸旨が天皇より正親町三条実雅を介して、公人奉行である飯尾為種に手渡された（『建内記』）。
19日、摂津の大手軍が動き、細川持常、赤松貞村は陸路から、細川持親（細川成春の父）は海路から塩屋（神戸市）の教康の陣を攻撃した。教康は陣を放棄して蟹坂へ後退し、大手軍はようやく播磨へ入った。
24日、教康は逆襲に出て、両軍は激しく戦う。
25日、幕府軍は大雨の中を蟹坂の陣へ攻撃を行った。教康は奮戦したが、但馬口が突破されたとの報（虚報であった）を受け、戦意を失って坂本城へ退却した（人丸塚の戦い）。
8月中旬、山名持豊は4500騎をもって但馬・播磨国境の真弓峠に攻め込み、この方面を守る赤松義雅と数日にわたり攻防があった。
28日、持豊は真弓峠を突破し、退却する義雅を追撃しつつ坂本城に向かって進軍した。
30日、両軍は田原口で決戦を行い、義雅は善戦するが力尽き敗走した。
9月1日、持豊の軍勢は坂本城へ到り、持常の大手軍と合流して包囲した。守護所の坂本城は要害の地とは言えず、3日になって満祐は城を棄てて城山城（兵庫県たつの市）へ移る。赤松一族は城山城へ籠城するが、山名一族の大軍に包囲された。
9日、義雅が逃亡して幕府軍に降服し、播磨の国人の多くも赤松氏を見放して逃げてしまった。
10日、幕府軍が総攻撃を行い、覚悟を決めた満祐は教康や弟の則繁を城から脱出させ、切腹した。

## 戦後

### 足利将軍家
義教の死後、まだ幼少の長男・義勝が継いだが、義勝が程なく病没すると、その弟の義政が継いだ。まだ幼い将軍が2代にわたって続いたことで、足利将軍の実権は低下していくこととなり、絶対的な強権を誇った将軍は義教で実質最後となった。
義教の死後における幕府の混乱は、義教の将軍親政策の結果という見方もできる。強力な指導力を持つ将軍がいたため、管領以下の幕臣が緊急時に指導力を発揮する機会が無かったということである。実際、赤松満祐を幕政から退ければ、将軍親政はほぼ確立したはずであった。
また、村上源氏の久我清通が義教の死を機に、足利義満の時代に奪われた源氏長者の地位を取り戻すべく活動をしていたが、幕府は何の対策も打ち出せなかった。その結果、嘉吉元年11月2日に清通が朝廷より源氏長者に補任されている（『公卿補任』）。

### 守護大名の復権
満祐を討ち果たしたことによって、山名持豊は播磨守護職を与えられ、山名教之は備前守護に、山名教清は美作守護に任ぜられた。また摂津の中島郡と播磨の明石・加東・美嚢三郡は御料所となり、中島郡は細川持賢、播磨三郡は赤松満政が分郡守護となった。しかし、持豊は軍功として播磨一国支配を要求し、文安元年（1444年）1月に満政は失脚して三郡も持豊の支配下となった。満政はこれを不服として播磨で挙兵したが、文安2年（1445年）に殺害された。足利義満時代の明徳の乱で敗れて低下した山名氏の勢力は大きく拡大し、細川氏と力を競うようになる。
義勝・義政と幼少の将軍が続いたこともあり、義政成人までの幕政は守護大名の合議によって行われた。8月、討伐軍が西国へ出征している隙を突いて、嘉吉の土一揆が発生、要求を認めて徳政令を発布したこともその一環といえる。また、持之は6月25日の評定で義教に処罰された人々の赦免を決定したが、義教に更迭された畠山持国が上洛し、逆に義教に当主とされた持国の弟・持永が逃亡して殺され、持之の管領辞任後に持国が管領に就任した。
持国は自分と同じく義教に処罰された人々の復権を図り、反発した細川氏と対立、大名家のお家騒動を引き起こしていった。更に持国が義教の次男である義永（義勝の異母弟）を次の鎌倉公方にする方針を放棄して、持氏の遺児で信濃国（一説には京都）にいた万寿王丸（後の足利成氏）を新しい鎌倉公方に任ずる方針を認めたことで、永享の乱で解消されたはずの鎌倉公方と関東管領上杉氏の対立が再燃することになり、享徳の乱を引き起こす原因となった。なお、義永は長禄2年（1458年）に泉涌寺雲龍院の住持の地位を巡って争っていたところ、泉涌寺の僧から秘かに妻子を持っていると告発され、女犯の罪をもって還俗させられた上に隠岐に流されて消息不明となる。

### 赤松氏のその後
脱出した教康は義父の大河内顕雅を頼るが拒まれて自害し、満祐が擁立した義尊も討たれている。満祐の弟の義雅は一族である満政の陣に出頭して切腹し、息子の千代丸（後の赤松時勝）の育成を託した。またもう一人の弟である則繁は九州に逃亡し、一時は朝鮮に渡るなどしたが、文安5年（1448年）に河内で討たれている。享徳3年（1454年）に満祐の甥の赤松則尚が赤松氏再興を掲げて播磨に侵入したが、持豊に敗れて討ち取られた。分家の有馬氏出身の有馬持家・元家父子は8代将軍足利義政の側近として活動していたが、それぞれ満政、則尚の反乱に連座して隠居に追い込まれた。
嘉吉3年（1443年）9月、後南朝勢力が御所に乱入し、三種の神器のうちの神璽が奪われる事件が発生した（禁闕の変）。赤松氏の遺臣は後南朝勢力に潜入し、長禄元年（1457年）12月に神璽を奪還して後南朝の後裔を殺害した（長禄の変）。この功により、時勝の子・赤松政則は赤松氏の再興を認められ、加賀半国守護に任ぜられた。応仁の乱では、赤松氏は旧領の三国をめぐって山名氏と争い、三国守護の座を奪還した。